# Blank verse
Il blank verse è un verso della poesia in lingua inglese e tedesca (Blankvers).
Fu introdotto intorno al 1540 da Henry Howard, conte di Surrey (1517-1547), che lo usò nella sua traduzione del secondo e quarto libro dell'Eneide. È il metro principale delle opere di William Shakespeare, utilizzato nei poemi epici di John Milton così come in molte altre importanti opere di poesia.
«Il primo blank verse che troviamo in una tragedia come Gorboduc ebbe breve vita», scrive Ifor Evans, dandone altresì una motivazione. Lo stesso continua: «Marlowe lo perfezionò. Sentì la necessità di riunire insieme dei versi, fino a che il blank verse fu contenuto in strofe. Milton descrive il medesimo effetto quando parla del verso del Paradiso perduto come "il senso variamente prolungato da un verso all'altro, non nel suono che si ripete in virtù della rima". L'innovazione del Marlowe aiutò il giovane Shakespeare (...)».

## Metrica
È un sistema giambico a cinque accenti (pentametro giambico), non dipendenti dalla quantità della sillaba, formato da un insieme di dieci sillabe. Si accentano (qualora sia necessario) quelle pari, l'ultima compresa:
(William Shakespeare, Sonetti, XVIII)
Altra caratteristica, mutuata dalle lingue classiche, è che i dittonghi sono generalmente considerati bisillabici e conseguentemente scanditi.
Tuttavia i metri "germanici" o non classici non sono per loro natura regolari. La tendenza a conservare l'assetto del verso è propria del mondo antico e della metrica italiana. Osserveremo quindi, prima di Shakesperare e dalla fine dell'Ottocento in poi, una forte irregolarità nel numero delle sillabe e un'accentazione enfatica e non determinata a priori. Questo anche perché il blank verse, come le strofette di settenari sdruccioli e tronchi (Coleridge, Dickinson), sono metri molto rigidi e difficili da rispettare.

## Esempi
(John Milton, Paradiso perduto, nella traduzione di Lazzaro Papi (1811))
(Robert Browning, The Ring and the Book)